# Gerhard Voigt

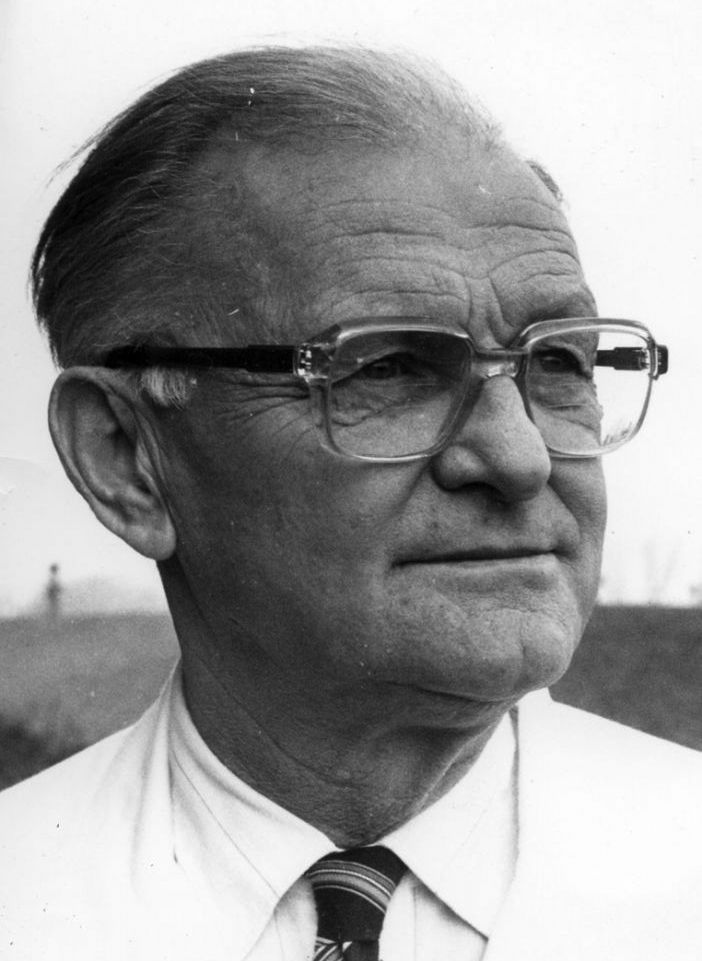
Gerhard Voigt

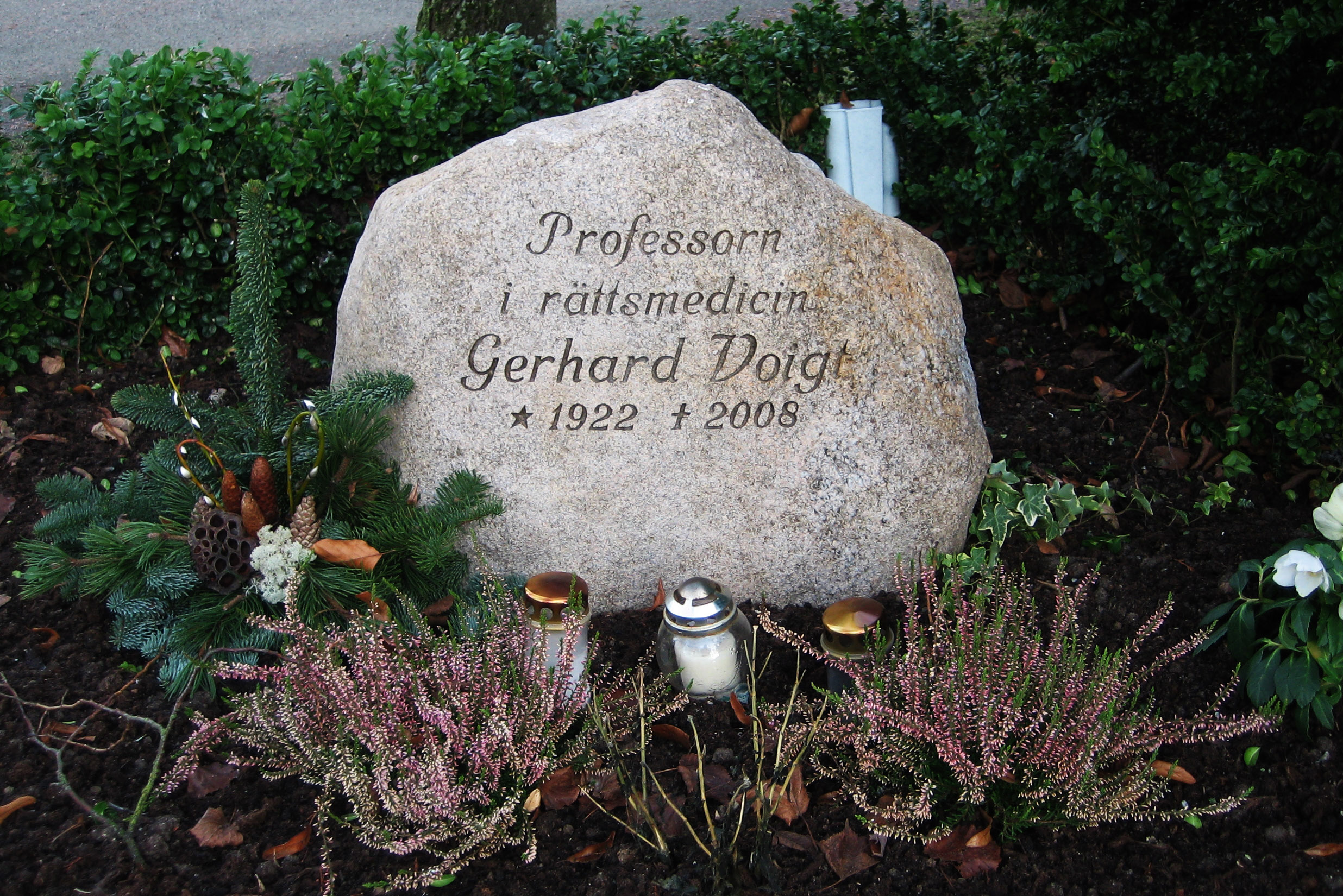
Gerhard Voigts gravsten på Norra kyrkogården i Lund.

Gerhard Erich Voigt, född 7 mars 1922 i Auerbach i Tyskland, död 14 maj 2008 i Lund, var en tyskfödd svensk professor i rättsmedicin. Fadern var fil. dr. Erich Voigt och modern Ilse f. Hahn.
Voigt växte upp i Auerbach. I Berlin studerade han till läkare och lade fram sin doktorsavhandling där 1945.  Han blev senare assisterande rättsmedicinare vid Jenas universitet på Institutet för rättsmedicin och kriminalogi vid Friedrich-Schiller-Universität 1945-1951 och blev professor där innan han flydde från Östtyskland till Västtyskland 1954. Under 1949 forskade han vid medicinkliniken universitetet i Göttingen. Voigt levde i Düsseldorf innan sin emigration till Sverige 1955, där han fick en assistenttjänst vid Statens rättsläkarstation i Lund samma år. År 1965 blev han utnämnd till professor till den då nyinrättade professuren vid Lunds universitet. Lördagen den 30 oktober 1965 höll han sin installationsföreläsning om förgiftningsdödsfall.  Han var Statens rättsläkarstations föreståndare och chef fram till 1988 då han pensionerades.
Voigt var som pensionär redaktör och artikelförfattare på Nationalencyklopedin. Hans ansvarsområde var där medicin och odontologi.
Voigt är begravd på Norra kyrkogården i Lund.

## Filmografi
- 2005 - Styckmordet (Berättelsen om en rättsskandal)